# Надьен, Дэвид
Дэвид Надьен (англ. David Nadien; 12 марта 1926 года, Нью-Йорк — 28 мая 2014 года) — американский скрипач.
Учился в Маннес-колледже у Адольфо Бетти, затем занимался также у Ивана Галамяна и Адольфа Буша. В 1946 года выиграл престижный американский Конкурс имени Левентритта, в жюри которого входили, в частности, Артуро Тосканини и Джордж Селл. В 1966—1970 годах — первый концертмейстер Нью-Йоркского филармонического оркестра. Запись концерта Надьена 1973 года (с пианистом Сэмюэлом Сандерсом) недавно была переиздана и получила высокую оценку критики. По поводу другой записи Надьена современный обозреватель отмечает:

У него богатая чувственность (и при этом ему никогда не изменяет вкус), а трепещущий, человеческий тон и богатство портаменто имеют больше общего с первой половиной минувшего столетия, чем со второй.

Републикованы и записи концертов Бетховена, Мендельсона, Чайковского в исполнении Надьена.